# 西所澤站
西所澤站（日语：／ Nishi-Tokorozawa eki */?）是一個位於埼玉縣所澤市西所澤一丁目，屬於西武鐵道的鐵路車站。車站編號是SI18。
此站有池袋線與狹山線停靠。狹山線以此站為起點。

## 車站構造
中央配置1面2線的島式月台，在其外側又被2面2線的對向式月台夾着，地面車站。

### 月台配置
| 月台 | 路線   | 方向 | 目的地                             | 備註                                             |
| ---- | ------ | ---- | ---------------------------------- | ------------------------------------------------ |
| 1、2 | 狹山線 | -    | 下山口、西武球場前方向             | 池袋線上行狹山線起的直通 1號月台原則上是臨時月台 |
| 1、2 | 池袋線 | 上行 | 所澤、池袋、新木場、澀谷、橫濱方向 | 池袋線上行狹山線起的直通 1號月台原則上是臨時月台 |
| 3    | 池袋線 | 下行 | 飯能、西武秩父方向                 |                                                  |
| 4    | 池袋線 | 上行 | 所澤、池袋、新木場、澀谷、橫濱方向 | 飯能方向開抵的列車                               |

## 利用狀況
2016年度1日平均上下車人次為24,801人。西武鐵道全部92個車站當中排行第43位。
近年1日平均上下車人次以及上車人次的推移如下表。
| 年度               | 1日平均 上下車人次 | 1日平均 上車人次 |
| ------------------ | ------------------ | ---------------- |
| 2002年（平成14年） | 23,942             |                  |
| 2003年（平成15年） | 24,010             |                  |
| 2004年（平成16年） | 23,727             |                  |
| 2005年（平成17年） | 23,754             |                  |
| 2006年（平成18年） | 23,993             |                  |
| 2007年（平成19年） | 24,322             |                  |
| 2008年（平成20年） | 24,553             |                  |
| 2009年（平成21年） | 24,393             |                  |
| 2010年（平成22年） | 23,904             |                  |
| 2011年（平成23年） | 23,863             |                  |
| 2012年（平成24年） | 23,433             |                  |
| 2013年（平成25年） | 23,759             |                  |
| 2014年（平成26年） | 23,606             |                  |
| 2015年（平成27年） | 24,811             |                  |
| 2016年（平成28年） | 24,801             |                  |

## 相鄰車站
西武鐵道

 池袋線
■快速急行
通過
■急行、■通勤急行、■快速、■通勤準急、■準急、■各站停車（通勤急行與通勤準急只限上行運行）
所澤（SI17）－西所澤（SI18）－小手指（SI19）
 狹山線
■急行、■快速、■準急、■各站停車（急行與快速只限舉辦棒球比賽時運行）
所澤（池袋線）（SI17）－西所澤（SI18）－下山口（SI40）

## 外部連結
- 西所澤 - 西武鐵道